# Chasmocarcinidae
Chasmocarcinidae is een familie van krabben, behorende tot de superfamilie Goneplacoidea.

## Systematiek
In deze familie worden volgende subfamilies en genera onderscheiden: 
- Chasmocarcininae Serène, 1964b
- Megaesthesiinae Števčić, 2005
- Trogloplacinae Guinot, 1986